# Амітриптилін
Амітриптилі́н (англ. Amitriptyline, лат. Amitriptylinum) — синтетичний лікарський засіб, що належить до групи трициклічних антидепресантів, а за хімічним складом є третинним аміном, що застосовується як перорально, так і парентерально.
Однаково активний інгібітор захоплення серотоніну і норадреналіну пресинаптичними нервовими закінченнями, має сильні антихолінергічні, антигістамінергічні і седативні властивості і потенціює також ефекти катехоламінів.
Амітриптилін уперше синтезований у лабораторії компанії «Merck Sharp & Dohme» у 1960 році, та схвалений для клінічного застосування в США у 1961 році, а у Великій Британії та Італії в 1962 році.

## Фармакологічні властивості
Амітриптилін — лікарський засіб, що належить до групи трициклічних антидепресантів. Механізм дії препарату полягає в інгібуванні зворотнього нейронального захоплення медіаторних моноамінів, зокрема норадреналіну та серотоніну, що спричинює накопичення нейромедіаторів у синаптичній щілині, посилення постсинаптичної імпульсації, зниження функціональної активності бета-адренорецепторів та серотонінових рецепторів головного мозку, наслідком чого є нормалізація адренергічної та серотонінових систем мозку та відновлення їх рівноваги, що призводить до купування депресивних станів. Амітриптилін має тимолептичну дію, і при тривожно-депресивних станах зменшує тривогу, збудження та прояви депресії. Препарат має також виражену м-холінолітичну дію та значний седативний ефект. Амітриптилін має також знеболювальний ефект, імовірно зумовлений дією на ендогенні опіоїдні системи та зміною концентрації серотоніну в центральній нервовій системі; а також сприяє загоєнню пептичних виразок, що зумовлено інгібуванням гістамінових репторів (зокрема HRH1 та HRH4). Амітриптилін застосовується при депресіях різного ступеня важкості, у тому числі важких, особливо із симптомами тривожності або збудження, а також із порушенням сну, при депресіях у дитячому віці. Препарат може застосовуватися також при інволюційних депресіях, депресіях при органічних ураженнях головного мозку, депресіях, які є побічною дією інших лікарських засобів, депресіях при ендогенних психічних захворюваннях, а також депресії при алкоголізмі. Амітриптилін також застосовується при шизофренії, у тому числі при шизофренічних психозах, а також при шизофренічній депресії, в комбінації з нейролептиками для попередження загострення галюцинацій та параноїдних симптомів. Застосовується препарат також при нервовій булімії, енурезі в дітей, для профілактики мігрені, а також при хронічному больовому синдромі (у тому числі герпетичній невропатії, болю в хворих злоякісними пухлинами, діабетичній невропатії). Амітриптилін також може застосовуватися для лікування виразкової хвороби у хворих без ознак активної стадії виразки, гастроезофагеальній рефлюксній хворобі без ознак ерозивного езофагіту, функціональній печії та функціональній диспепсії. Амітриптилін тривалий час був «золотим стандартом» у лікуванні депресивних розладів, та має порівнювану, або вищу ефективність у порівнянні з іншими антидепресантами у лікуванні різних видів депресивних розладів. На початку 2010-х років проводились спроби обмеження обігу амітриптиліну в Україні, які на думку частини лікарів-психіатрів проводились заради витіснення відносно дешевого амітриптиліну з фармацевтичного ринку країни для заміни значно дорожчим препаратом мелітором. Проте пізніше ці обмеження були зняті й натепер амітриптилін є найрозповсюдженішим антидепресантом на фармацевтичному ринку України.[джерело?]

### Фармакокінетика
Амітриптилін швидко й добре всмоктується після перорального застосування, проте його біодоступність становить лише 30–60 % у зв'язку з ефектом першого проходження через печінку. Максимальна концентрація препарату в крові досягається протягом 2–7,7 годин після прийому амітриптиліну. Препарат добре (на 82–96 %) зв'язується з білками плазми крові. Амітриптилін добре проникає через гематоенцефалічний бар'єр, через плацентарний бар'єр, та виділяється в грудне молоко. Метаболізується препарат у печінці з утворенням спочатку двох активних метаболітів — нортриптиліну і 10-оксиамітриптиліну, а пізніше неактивних метаболітів. Виводиться препарат з організму у вигляді метаболітів переважно із сечею. Період напіввиведення амітриптиліну становить 31–46 годин.

## Покази до застосування
Амітриптилін застосовують при депресіях різного ступеня важкості, у тому числі важких, особливо із симптомами тривожності або збудження, а також із порушенням сну; при депресіях у дитячому віці; при інволюційних депресіях; депресіях при органічних ураженнях головного мозку; депресіях, які є побічною дією інших лікарських засобів; депресіях при ендогенних психічних захворюваннях; депресії при алкоголізмі; при шизофренії, у тому числі при шизофренічних психозах, а також при шизофренічній депресії, в комбінації з нейролептиками для попередження загострення галюцинацій та параноїдних симптомів; при нервовій булімії; енурезі в дітей; для профілактики мігрені; а також при хронічному больовому синдромі (у тому числі герпетичній невропатії, болю в хворих злоякісними пухлинами, діабетичній невропатії).

## Побічна дія
Хоча в більшості випадків хворі добре переносять прийом амітриптиліну, проте при його застосуванні часто спостерігаються побічні ефекти. Найчастішими побічними ефектами амітриптиліну є явища, спричинені м-холінолітичною дією препарату. Найчастішими побічними ефектами амітриптиліну є надмірна седація, сухість у роті, запор, ортостатична гіпотензія, артеріальна гіпертензія, нудота, діарея, головний біль. Іншими частими побічними явищами при застосуванні препарату є мідріаз, порушення акомодації, затримка сечопуску, сонливість, запаморочення, тремор рук, парестезії, аритмії, тахікардія. Іншими побічними ефектами препарату є:
- Алергічні реакції — шкірний висип, свербіж шкіри, кропив'янка, фотодерматоз, набряк обличчя і язика, підвищена пітливість, гарячка.
- З боку травної системи — блювання, діарея, жовтяниця, печія, порушення апетиту, збільшення слинних залоз, порушення функції печінки, потемніння язика, паралітична кишкова непрохідність.
- З боку нервової системи — підвищена стомлюваність, загальна слабкість, неспокій, дезорієнтація, збудження, маніакальні та гіпоманіакальні стани, агресивність, порушення пам'яті, посилення депресії, деперсоналізація, галюцинації, периферична нейропатія, міастенія, почащення або посилення судом, підвищення внутрішньоочного тиску.
- З боку серцево-судинної системи — порушення провідності (подовження інтервалу QT, комплексу QRS, AV-блокада, блокади ніжок пучка Гіса).
- З боку ендокринної системи — гінекомастія, набряк яєчок, збільшення молочних залоз, галакторея, зниження лібідо, зниження потенції, гіпоглікемія або гіперглікемія, зниження виділення вазопресину, синдром неадекватної секреції антидіуретичного гормону.
- Зміни в лабораторних аналізах — лейкопенія, агранулоцитоз, тромбоцитопенія, еозинофілія, гіпопротеїнемія.

## Протипокази
Амітриптилін протипоказаний при підвищеній чутливості до препарату, одночасному лікуванні інгібіторами моноамінооксидази, гострому та відновному періоді після інфаркту міокарда, важких порушеннях провідності серця або важких порушеннях ритму, гострій алкогольній інтоксикації, інтоксикації снодійними або седативними засобами, вагітності та годуванні грудьми, дітям до 6 років. Для ін'єкційного застосування препарат протипоказаний при глаукомі, доброякісній гіперплазії передміхурової залози, атонії сечового міхура, дітям у віці до 12 років.

## Форми випуску
Амітриптилін випускається у вигляді ампул по 2 мл 1 % розчину; таблеток і драже по 0,01; 0,025; 0,05, 0,075, 0,1 і 0,15 г; желатинових капсул по 0,025 і 0,05 г. Амітриптилін випускається також у вигляді комбінованих препаратів із хлордіазепоксидом і перфеназином.